# 甘维尔
甘维尔（法語：Guainville，法語發音：[ɡɛ̃vil]）是法国厄尔-卢瓦省的一个市镇，位于该省最北部，也是整个中央-卢瓦尔河谷大区的最北端，和厄尔省及伊夫林省接壤，属于德勒区。该市镇总面积14.12平方公里，2009年时的人口为658人。

## 人口
甘维尔人口变化图示